# Emmanuelle Arsan
Emmanuelle Arsan, pseudonimo di Marayat Rollet-Andriane, nata Marayat Bibidh o Marayat Krasaesin (Bangkok, 19 gennaio 1932 – Chantelouve, 12 giugno 2005), è stata una scrittrice, modella e attrice thailandese naturalizzata francese.
Divenne nota per la creazione del personaggio letterario di Emmanuelle, una giovane donna alla ricerca dell'emancipazione sessuale attraverso una serie di esperienze trasgressive e libertine. Tuttavia, numerose testimonianze successive concordano nell'indicare come vero autore del libro suo marito, Louis-Jacques Rollet-Andriane.

## Biografia

### Primi anni
Marayat nacque il 19 gennaio 1932 a Bangkok. La sua era una famiglia aristocratica siamese. Crebbe nella casa della sua famiglia nel quartiere benestante di Ekkamai, nella capitale thailandese; come raccontò in seguito, fu in quel luogo che scoprì la sua sessualità in compagnia di sua sorella minore Vasana. Dopo aver frequentato la scuola elementare in Thailandia, i suoi genitori la mandarono in Svizzera per continuare gli studi presso il prestigioso Istituto Le Rosey (un collegio scolastico estremamente selettivo), situato nel comune svizzero di Rolle, nel canton Vaud, che offriva un'educazione bilingue inglese-francese ed era frequentato dalla prole dell'élite internazionale.
Nel 1948 l'allora studentessa liceale sedicenne Marayat conobbe il suo futuro marito, il diplomatico francese Louis-Jacques Rollet-Andriane, che all'epoca aveva trent'anni. Tra i due nacque subito una relazione e nel 1956, un anno dopo che Marayat ebbe conseguito una laurea in lingue straniere all'Université Internationale Suisse, decisero di sposarsi. Si stabilirono in Thailandia, dove a Louis-Jacques fu assegnato un incarico diplomatico presso la missione dell'UNESCO a Bangkok.
Successivamente Louis-Jacques fu nominato direttore dell'amministrazione per la Southeast Asia Treaty Organization (SEATO). Da questo matrimonio nacquero due figlie; Sophie, nata nel 1957 e Danièle, nata nel 1959. Nel 1963 Louis-Jacques venne stanziato in Italia e la coppia risiedette a Venezia e a Roma per cinque anni. Dal 1968 al 1980 Marayat e suo marito si spostarono spesso tra Parigi e Bangkok.

### Scrittrice e modella
Nel 1967 venne pubblicato e distribuito clandestinamente in Francia un romanzo erotico intitolato Emmanuelle, firmato da Emmanuelle Arsan. In seguito si scoprì che dietro a questo pseudonimo si nascondeva la giovane Marayat.
La prima edizione, di appena 500 copie, venne curata dall'editore Eric Losfeld a Parigi nel 1965 e in breve tempo divenne un successo di vendite internazionale grazie all'interesse che il libro destò presso gli editori stranieri alla Fiera del libro di Francoforte. Tradotto in dodici lingue diverse, vendette oltre 19 milioni di copie in tutto il mondo, facendo di Marayat una delle scrittrici più ricche di quegli anni.
All'epoca, la pubblicazione e la vendita del libro fu vietata in Francia, a causa del suo contenuto considerato per quegli anni troppo esplicito; solo nel 1967 venne autorizzata la sua pubblicazione nel paese. Ciò non gli impedì di ottenere un enorme successo a livello mondiale, anche attraverso l'adattamento in vari film e programmi televisivi nei decenni successivi.
In occasione della rimozione della censura sul romanzo, Marayat venne intervistata dal giornalista Jean-Pierre Sautet per conto della RTS Svizzera.
Dal libro venne tratto nel 1974 il film omonimo, diretto dal regista francese Just Jaeckin e interpretato dalla giovane attrice olandese Sylvia Kristel nel ruolo di Emmanuelle. La pellicola ottenne un successo enorme e dal film e dal marchio Emmanuelle sono stati in seguito tratti decine di film sia tratti dal libro sia solo richiamando il nome della protagonista che semplicemente riprendevano il personaggio o varianti dello stesso.
Dopo Emmanuelle, escono altri libri erotici firmati Arsan, come Néa (1976), Laure (1976), Vanna (1979). Tuttavia, numerose interviste e testimonianze successive, in particolare quelle rilasciate nel 2007 dal produttore cinematografico Ovidio G. Assonitis, concordano nell'affermare che il vero autore dei romanzi erotici a nome di Emmanuelle Arsan era il marito Louis-Jacques Rollet-Andriane, il quale, essendo un diplomatico e un alto funzionario dell'UNESCO, preferì non firmare con il suo vero nome degli scritti di genere erotico utilizzando la moglie come prestanome. Marayat fu solo una "fonte di ispirazione" per i romanzi di Louis-Jacques.
Marayat e suo marito, in collaborazione con Just Jaeckin, pubblicarono in Francia la rivista erotica Emmanuelle, le magazine du plaisir (dal 1974 al 1976, contribuendo con fotografie e testi).
Marayat fu anche una amica del fotografo e pittore francese Pierre Molinier, per il quale posò completamente nuda nel 1964 per un servizio fotografico intitolato Emmanuelle Arsan Allongée.
Nel 1967 posò nuovamente nuda per un altro servizio fotografico, questa volta con la modella Liz Thompson e con il pittore francese Balthus a Villa Medici. Le foto avrebbero dovuto essere pubblicate nell'edizione francese di Playboy, ma il progetto venne abbandonato.

### Cinema
Durante gli anni sessanta Marayat ebbe due esperienze cinematografiche. Esordì come attrice nel 1966, interpretando Maily nel film Quelli della San Pablo, a fianco di Steve McQueen e Richard Attenborough e venendo accreditata come Marayat Andriane. Recitò per la seconda volta nell'episodio Turn of a Card (26ª puntata della seconda stagione) della serie televisiva La grande vallata, nel ruolo di Taire (anche qui accreditata come Marayat Andriane). Sebbene avesse firmato un contratto con la 20th Century Fox, non venne mai più scritturata.
È sua l'idea originaria del film Il paese del sesso selvaggio (1972), poi diretto dal regista italiano Umberto Lenzi e girato in Thailandia con l'attrice birmana Me Me Lay. La pellicola è ricordata per aver inaugurato il genere cannibal movie.
Nel 1976 Marayat tornò a recitare, per l'ultima volta come attrice, nel film erotico Laure, diretto dal marito Louis-Jacques e dal regista italiano Roberto D'Ettorre Piazzoli, nel ruolo di Myrte, che la vide protagonista di diverse scene "esplicite" e di nudo integrale. In questa pellicola era accreditata come Emmanuelle Arsan e al pubblico venne fatto credere che a scrivere e dirigere il film fosse stata lei. Sempre nel 1976, in occasione della pellicola Laure, fece il suo ultimo servizio fotografico posando nuda per il fotografo svizzero Léonard de Raemy e oltre al suo nome d'arte Emmanuelle Arsan usò anche lo pseudonimo di Marayata Krasaesundh.

### Ritiro
All'inizio degli anni ottanta Louis-Jacques e Marayat decisero di stabilirsi definitivamente in Francia.
Un amico iraniano offrì alla coppia un appezzamento di terreno nel sud del paese, vicino al comune di Callas, nel dipartimento del Varo. Fu in questa zona boscosa che fecero costruire la residenza per i loro anni di pensionamento, chiamandola il Chantelouve d'Emmanuelle, una casa isolata ad un solo piano costruita intorno ad un vasto patio. Louis-Jacques continuò a scrivere, felice di corrispondere con gli appassionati di Emmanuelle usando il suo vecchio pseudonimo di Emmanuelle Arsan, mentre Marayat decise di ritirarsi dalle scene. Nel 1983 concesse la sua ultima intervista alla giornalista Bianca Franco, inviata della rivista erotica Playmen, prima di ritirarsi definitivamente a vita privata.
Nel 1984 iniziò a troncare tutti i contatti con l'esterno, compresi quelli con i suoi migliori amici. Occasionalmente si recò a Bangkok per far visita alla sua famiglia in compagnia di suo marito e delle sue due figlie. Fu in questo periodo che Nitya Phenkun entrò nelle loro vite. Phenkun era una vecchia conoscenza di Louis-Jacques, essendo stata la sua segretaria (e amante) durante il suo intervento diplomatico a Bangkok e durante il loro trasferimento a Chantelouve, la donna riottenne le sue precedenti funzioni e andò a vivere con la coppia.

### Malattia e morte
Nel 2001 a Marayat fu diagnosticata la sclerodermia sistemica, una malattia genetica rara e incurabile. La malattia aveva intaccato le gambe, causando una sofferenza acuta e rendendo impossibile i movimenti. Le sue condizioni di salute peggiorarono ulteriormente quando entrambe le gambe andarono in gangrena e si dovette ricorrere all'amputazione fin sopra le ginocchia.
Marayat trascorse i restanti anni di vita immobilizzata in un letto e assistita a domicilio da un'infermiera privata. 
Morì la sera del 12 giugno 2005 nella sua casa di Chantelouve all'età di 73 anni a causa di un colangiocarcinoma; solo il marito, le figlie e alcuni parenti stretti poterono partecipare al funerale. Marayat era una donna molto riservata, tanto che la notizia della sua morte non fu resa pubblica neppure a funerali avvenuti.
Nitya Phenkun, unica beneficiaria dei diritti d'autore di Emmanuelle, tornò in Thailandia subito dopo la morte di Louis-Jacques, nel 2008, e la loro casa di Chantelouve fu messa in vendita.

## Vita privata
Marayat parlava thailandese, francese, inglese, italiano e tedesco. I suoi hobby e le sue passioni erano la scrittura, la lettura, la fotografia, il cinema e l'antiquariato.
Nel 1967, durante l'anteprima del film Quelli della San Pablo al Metropoles Victoria London, incontrò il Principe Filippo di Edimburgo che si complimentò con lei per la sua interpretazione. 
Si sposò una sola volta, con lo scrittore francese, romanziere e diplomatico Louis-Jacques Rollet-Andriane, morto nell'aprile del 2008 all'età di 90 anni. Tuttavia ebbe anche relazioni extraconiugali con lo scrittore e fotografo francese Théophile Lésoual'ch, che nel 1973 pubblicò addirittura un romanzo autobiografico dal titolo Marayat (distribuito dalla casa editrice Éditions Denoël), dove Lésoual'ch narrava nei più piccoli dettagli l'avventura sessuale che ebbe a Bangkok con la scrittrice thailandese.
Si presume che Marayat avesse avuto anche una breve relazione con l'attore Steve McQueen durante le riprese del film Quelli della San Pablo. Per un certo periodo fu anche la migliore amica della scrittrice e giornalista danese Suzanne Brøgger.

## Opere
- Emmanuelle, Paris, Éric Losfeld, 1959. [edizione clandestina]
- Emmanuelle. L'anti-vierge, Paris, Éric Losfeld, 1960. [edizione clandestina]
- Emmanuelle. La leçon d'homme, Paris, Éric Losfeld Le Terrain Vague, 1967 (trad. in italiano: Emmanuelle. La lezione d'uomo, Torino, DellaValle, 1968; Emmanuelle. La lezione d'uomo, Roma, Sonit, 1968)
- Emmanuelle. L'anti-vierge, Paris, Éric Losfeld Le Terrain Vague, 1968 (trad. in italiano: Emmanuelle. L'antivergine, Milano, Forum, 1968)
- Epître à Paul VI (Lettre ouverte au pape, sur la pilule), Paris, Éric Losfeld, 1968 (trad. in italiano: Epistola a Paolo VI sulla pillola, Ragusa, La fiaccola, 1972)
- Nouvelles de l'érosphère, Paris, Éric Losfeld Le Terrain Vague, 1969 (trad. in italiano: Il terzo libro, Roma, Pegaso, 1969; Erosfera, Milano, Bompiani, 1980)

- Dessins érotiques de Bertrand vol. 1. Pistils ou étamines, une liesse promise, Paris, Éric Losfeld, 1969.
- Emmanuelle à Rome, come Bee Van Kleef, Paris, Eureditions, 1971.
- Mon "Emmanuelle", leur pape, et mon Éros, Paris, Christian Bourgois, 1974.
- L'Hypothèse d'Éros, Paris, Filipacchi, 1974.
- Les Enfants d'Emmanuelle, Paris, Opta, 1975 (trad. in italiano: I figli di Emmanuelle, Milano, Olympia Press, 1975)
- Laure, Paris, Pierre Belfond, 1976 (trad. in italiano: Laure, Milano, Olympia Press, 1975)
- Néa, Paris, Opta, 1976.
- Toute Emmanuelle, Paris, Pierre Belfond, 1978.
- Vanna, Paris, Pierre Belfond, 1979 (trad. in italiano: Vanna. L'orgasmo e il mistero, Milano, Olympia Press Italia, 1980)
- Sainte louve, Paris, Pierre Belfond, 1983 (trad. in italiano:  Una notte di Emmanuelle, Milano, Olympia Press, 1986)
- Les Soleils d'Emmanuelle, Paris, Pierre Belfond, 1988 (trad. in italiano:  Il sole di Emmanuelle. Voglio che il mio corpo sia un luogo di incontro, Milano, Olympia press, 1988)
- Emmanuelle (Première édition intégrale), Paris, Robert Laffont/Jean-Jacques Pauvert, 1988 (trad. in italiano:  Emmanuelle, prima edizione integrale, Milano, Sonzogno, 1988)
- Les Débuts dans la vie, Paris, Le Grand Livre du mois, 1989.
- Valadié, Paris, Éditions Lignes, 1989.
- Chargée de mission, Paris, Pierre Belfond, 1991.
- Bonheur, Les Cahiers de l'Égaré, 1993.
- Aurélie, Paris, Pierre Belfond, 1994.
- La Siamoise nue, Paris, Le Cercle, 2003.
- Bonheur 2, Les Cahiers de l'Égaré, 2008.
- Parce qu'ils ne pouvaient pas s'en empêcher dans Disparition de Michel Bories, Les Cahiers de l'Égaré, 2008.
- La Philosophie nue, Éditions Le Sélénite, 2016.

## Filmografia
- Quelli della San Pablo (The Sand Pebbles), regia di Robert Wise (1966)
- La grande vallata (The Big Valley) - serie TV, episodio 2x26 (1967)
- Laure, regia di Louis-Jacques Rollet-Andriane e Roberto D'Ettorre Piazzoli (1976)

## Discografia
Singoli
- 1975 - Laure (split con Franco Micalizzi e la sua Orchestra)

Partecipazioni
- 1976 - Franco Micalizzi Laure (Colonna sonora originale del film), nel brano Laure